# Hymn Somalii
Qolobaa Calankeed (Flaga każdego narodu) – hymn państwowy Somalii.
Autorem tekstu oraz melodii jest Abdullahi Qarshe. Jako oficjalną datę powstania pieśni podaje się rok 1959.
W 2012 roku somalijski Rząd Tymczasowy przyjął pieśń jako nowy hymn narodowy.

## Tekst
Qolobaa calankeed,

waa ceynoo,

Innaga keenu waa,

Cirkoo kale ee,

Oon caadna lahayn,

Ee caashaqaye.

Xidigyahay cadi,

Waad noo ciidamisee,

Carradaa kaligaaadow

Curadeecadceeda sidee

lo caan noqo ee

sidii culagiiciidad marisee

Alloow haku celin

Alloow haku celin